# 紐約地鐵1號線
1號百老匯-第七大道慢車（英語：1 Broadway–Seventh Avenue Local），又稱紐約地鐵1號線，是紐約地鐵A分部的地鐵服務（运行系统）。由於該線全線使用IRT百老匯-第七大道線，因此其路線徽號為紅色。
1號線列車全日服务，並停靠里弗代爾的范科特蘭公園-242街至曼哈頓下城的南碼頭各站。
本线自开通以来北端总站一直为布朗克斯的范科特蘭公園，但該線在96街以南的走線曾多次改動。1918年引入了現時IRT「H」系統，而早期幹線服務也隨之中止。本线在96街以南的部分曾同时出现以慢車前往南碼頭，或以快車前往布魯克林两种模式共存的情况，但後者在1959年停運。1989年至2005年間，1號線在繁忙時段以隔站停靠服務模式停靠，並與9號線在同一路線上形成互補隔站停靠。2001年九一一袭击事件之后1号线及9号线曾一度绕道，此后在2002年恢复原有服务模式，但1号线直至2018年才不停靠世贸科特兰车站。

## 歷史
| 最早于R12至R36列车使用的標誌 |

### 二戰以前
1904至1908年第一條地鐵啟用時，其中一個主要服務模式為西城支線，即現時1號線列車的模式，由曼哈頓下城開出前往范科特蘭公園的列車途經現時的IRT萊辛頓大道線、42街接駁線以及IRT百老匯-第七大道線。该线同时提供快慢車服務，快車在96街以南使用快車軌道。部分快車在尖峰時段途經傑拉雷曼街隧道前往布魯克林的大西洋大道，而其他列車在市政府或南碼頭外圈調頭。
1917年6月3日，百老匯-第七大道線在時報廣場-42街以南的第一段、前往34街-賓州車站的接駁線通車，並開行了前往34街的接駁服務。這個接駁服務於1918年7月1日南延至南碼頭，並在布魯克林支線設有較短的接駁服务來往錢伯斯街及華爾街。最後，新的“H”字形系統在1918年8月1日實行，將百老匯-第七大道線的兩半連繫起來，原先在时报广场以南行驶的西城线列车服务得以向北延伸。
截至1934年，所有1號線快車列車在平日和星期六的日間由242街開往新地段大道，黃昏和星期六下午則交替前往新地段大道和夫拉特布什大道，而在星期日早上，列车在布魯克林博物館分拆，南半前往新地段大道而北半前往夫拉特布什大道。所有1號線慢車列車在日間和黃昏由137街（尖峰時段延長至迪克曼街）前往南碼頭，深夜則來往242街和新地段大道以及夫拉特布什大道。
1937年9月5日起，取消在周日早晨于布鲁克林博物馆拆分快车列车的运行模式，此时段的快车改为交替前往新地段大道和夫拉特布什大道，列车由10节编组缩减为7节编组。1938年7月1日起，所有傍晚及周日列车均只前往新地段大道。1945年，1号线尖峰时段慢车服务全部由迪克曼街缩短至137街。

### 二戰以後
自1946年5月10日起，所有1號線布魯克林列車在深夜時均為快車，每12分鐘1班。過去所有1號線列車在凌晨12時30分至5時30分期間都以慢車行走，交替前往夫拉特布什大道和新地段大道。1946年12月20日，所有深夜列車改道前往夫拉特布什大道，但星期日的服務维持不变。1949年6月12日，星期日137街往南碼頭的慢車中止，但於1950年3月5日恢復，同時星期日的服務也改道前往新地段大道。1954年3月15日，平日137街往南碼頭的慢車中止，而週末布魯克林列車則改道前往夫拉特布殊大道。
1955年1月14日，运输局曾嘗試將快車服務北延，尖峰時段繁忙方向在137街和96街之間慢車和快車交替运行。然而该模式不成功，並於1956年6月28日取消。同時在布魯克林，工作日列車於1957年12月20日起改道到夫拉特布殊大道，而傍晚137街到南碼頭的慢車在1958年5月23日中止。
| 1967年11月至1979年6月間的標誌 |

| 1979年6月起現時使用的標誌 |

在一項1億美元的重建計劃实施下，1號線尖峰时刻將增加班次并延长线路。1959年2月6日，96街车站以北的一个轉轍器被移除，即日起1號線列車全日来往242街和南碼頭，由于使用新的R21型和R22型列車，运行时间与舊快車服務相近，线路开始冠以「高速慢車」（Hi-Speed Locals）之名。另外在尖峰時段，部分繁忙方向经242街的列車不停靠迪克曼街车站和137街车站之间的所有车站（除168街车站以外），不停靠的車站则由途经迪克曼街的慢車停靠。
傍晚尖峰慢車/快車服務於1959年2月2日中止，而早上尖峰快車服務於1962年1月8日改為225街至迪克曼街和168街至137街之間不停靠。此快車服務在1976年5月24日中止，所有1號線列車自此停靠所有車站。

### 隔站停靠模式
1988年4月，纽约市运输局（New York City Transit Authority, NYCTA）宣布百老汇-第七大道线将引进隔站停靠模式，以提高旅速，但部分本地官员反对该项计划。最初，隔站停靠的计划是在116街车站以北实行，1号线列车不停靠125街、157街、207街及225街车站，另外还有新开通的9号线列车行驶百老汇-第七大道线轨道，不停靠145街、181街、迪克曼街、215街及238街车站。纽约市运输局在隔站停靠计划中，曾研究使用中间轨道开行快车，但考虑到中间轨道存在两个中断区间，需要复杂的转辙操作才能开行快车，最终没有实行。新模式实行下，大部分乘客的候车时间有所缩短：之前1号线列车有三分之一以137街车站为终点站，而新模式下，所有列车均行驶全程至242街车站；此前，137街车站以北的所有站点列车均为10分钟一班，新模式下，被跳过的车站候车时间最多不超过10分钟，而所有列车停靠的车站候车时间将压缩至5分钟。实行隔站停靠的列车将不会全速通过车站，而是根据运输局的规定，以不高于15英里每小時（24每小時）的速度通过。
1988年7月，运输局宣布1号线及9号线的隔站停靠模式将于1988年8月29日起实施，预计96街车站以北近一半的乘客乘车时间将有所缩短。但在1988年8月，由于公众反对，运输局不得不暂缓实行该模式，官员意识到实施新模式前未充分告知公众，并表示将作进一步研究。而受此影响，IRT佩勒姆线6号线类似的的隔站停靠计划也无限期推延。1988年9月，MTA委员会正式表决通过推迟1号线及9号线的隔站停靠计划。运输局则计划在1989年1月启动宣传活动，并在该年晚些时候实行隔站停靠计划。1988年10月，运输局向沿线居民告知，将于1989年春季实行隔站停靠计划，但受到英伍德和华盛顿高地社区居民的强烈反对，因为线路在这两个社区的大多数车站将被跳过，而居民并没有参与相关计划的决策。
1989年3月，运输局表示隔站停靠计划暂无明确时间表，最迟可能到秋季才可实行。为说服沿线居民，运输局与居民召开会议，并分发传单宣传新模式，而为了得到支持，运输局还将隔站停靠的服务名称改为“快车服务”。
1989年6月27日，运输局召开关于隔站停靠模式的听证会。隔站停靠模式的最终目标是扩展至前往242街车站的所有列车，为大部分乘客节省乘车时间，降低车厢拥挤度，提高服务可靠性。1987至1988年间，运输局就1号线开行快车服务的多个可选方案进行分析，其中包括使用中间轨道开行快车的计划，该计划中快车于工作日早上6:30至晚间7:00提供服务，而原本以137街车站为终点的列车服务延伸至242街车站，避免了大幅缩减慢车车站服务的需要，不过125街车站的列车服务仍将大幅缩减。所有列车停靠的车站和被跳过的车站将基于平均分配1号线及9号线乘客数目的原则设置，并将顾及相反方向通勤的需要，所有列车将停靠日客流量超过8000人次的车站，客流量较少的车站将实施隔站停靠。此后根据居民反馈，1988年的开行计划有所调整，181街车站将改为所有列车停靠的站点。该计划实施下，快车服务将节省约2.5分钟，所有列车停靠的站点候车时间将压缩2.5分钟，整体乘车时间将节省6至9分钟，幅度达19%。由于中间轨道并非为开行快车而设计，而145街车站以南的轨道长度不足以让快车超越慢车，并会导致列车在103街车站延误，且96街车站以北的几个最繁忙车站将被跳过，却无法节省乘车时间，因此使用中间轨道开行快车的计划被取消。此外，将所有慢车服务延伸至242街车站，以及新增列车服务的计划，均需要更多列车，而当时的条件无法满足，因此也未实行。
1989年7月28日，MTA委员会一致通过经修改的1号线、9号线隔站停靠计划，并预定于1989年8月21日起实行。经修改的计划与原计划不同，1号线将跳过145街、191街、207街及225街车站，9号线将跳过157街、迪克曼街、215街及238街车站。
1989年8月21日星期一早晨6:30起，1号线、9号线开始实行隔站停靠模式，列车服务冠以1/9的编号，均在范科特兰公园-242街车站及南码头车站之间运行。隔站停靠原先计划在116街-哥伦比亚大学车站以北实行，但由于受到反对，尤其是受到不希望125街车站被跳过的乘客反对，隔站停靠模式仅在137街-市立学院车站实行，实行时段为工作日早上6:30至下午7:00。1994年9月4日起，隔站停靠模式不再于中午时段实行，191街车站改为隔站停靠车站。

### 九一一以後

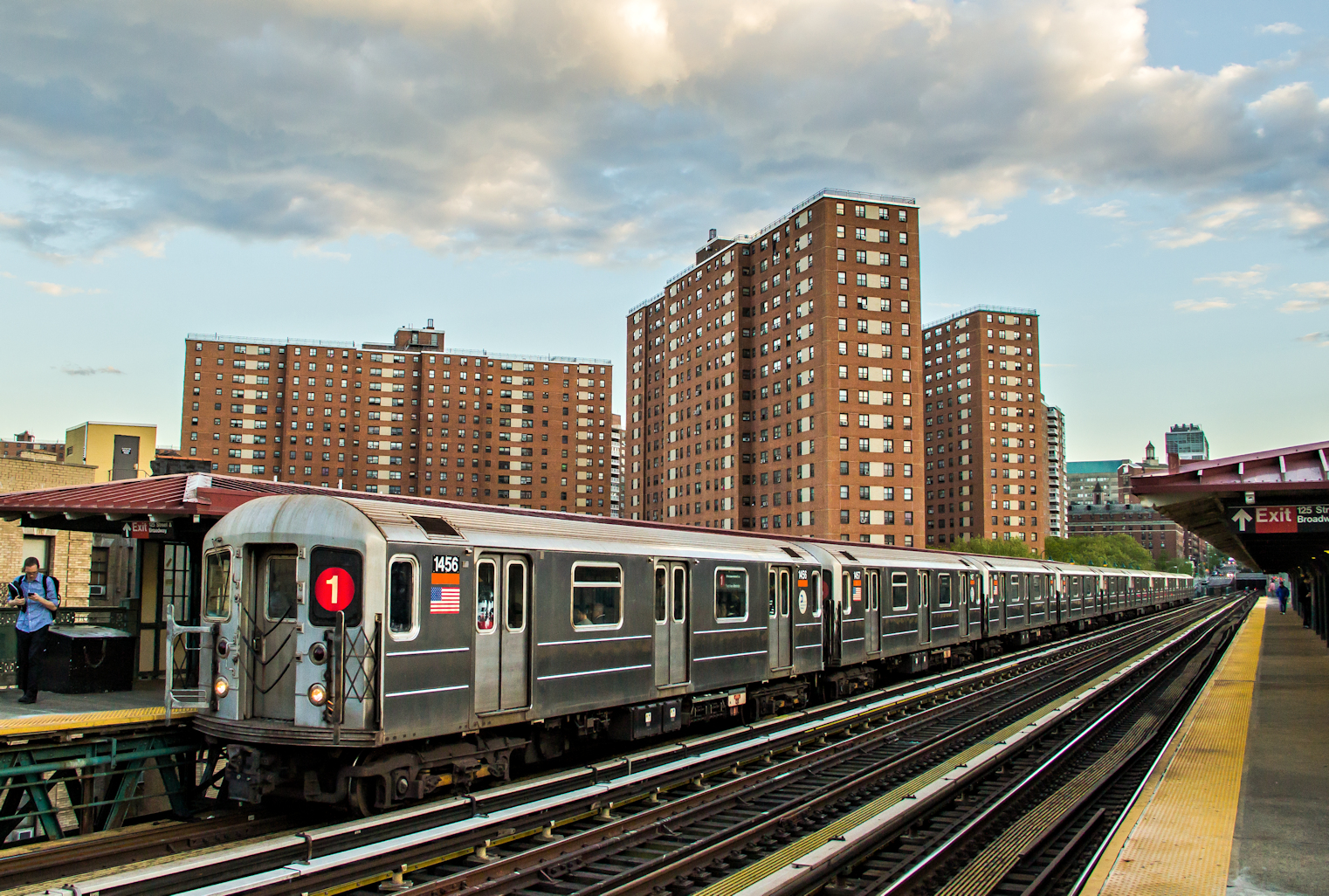
往布朗克斯的1号线R62型列车停靠125街车站

九一一襲擊事件以後，在世界貿易中心正下方通過的IRT百老匯-第七大道線在雙子塔倒塌時受到嚴重破壞，所有1號線列車需要改道，只能來往242街和14街，96街以北為慢車、以南為快車。隔站停靠的9號線暫停服務。在96街车站发生数次轉轍器故障导致的延误后，列车服务在9月19日调整，1號線列車在除深夜外所有時間停靠由242街到新地段大道（經克拉克街隧道和IRT東公園道線）之间的所有車站，以取代总站改在14街车站的3號線（以為總站），1号线在深夜则以曼哈頓的錢伯斯街车站為總站。2002年9月15日，1號線恢复以南碼頭循环车站为总站，而9號線隔站停靠服務也恢復，然而位於世界貿易中心正下方的科特蘭街在清理時被拆除，並作為世界貿易中心交通樞紐一部分重建。该站在2018年9月8日重新启用，更名为世贸科特兰车站。
9號線於2005年5月27日终止运营，所有1號線列車自此停靠所有車站。自2005年起，由于实行隔站停靠的车站候车时间过长，受益于隔站停靠模式的乘客越来越少，而MTA估計取消隔站停靠只會增加2分半鐘至3分鐘的行車時間（對於最北端242街车站和238街车站的乘客），但对不少乘客来说列车班次却加倍，等候时间减少，反而有助缩短出行时间。
2008年10月，MTA同意资助紐新航港局重建位於格林尼治街和九一一紀念碑正下方的科特蘭街車站，该站将成為世界貿易中心交通樞紐的一部分。車站的計劃開放日期由2014年推迟至2018年。工程期間，軌道以牆壁隔离以保護工人。由于世界貿易中心遺址需要大規模挖掘，1號線列車暂时使用密封的高架結構通過站址。車站重啟時將設有連通道前往世界貿易中心交通樞紐和福爾頓街。
2009年3月16日，新的南碼頭車站啟用，取代原先的循環車站。然而在2012年10月，1號線的服務受颶風桑迪影響，新南碼頭車站發生嚴重淹水，雷克托街车站成為臨時總站，直至2013年4月4日1號線总站临时改回重新启用的循环車站。新南碼頭車站於2017年6月27日恢复使用。
2024年1月4日，纽约地铁一号线一列列车在96街车站附近与一辆故障列车相撞，导致第一节车厢脱轨以及至少26人受轻伤。

## 路線

### 服務形式
1號線列車在任何時候都在同一條路線上使用相同的服務形式。
| 路線                 | 起點               | 終點   | 軌道 |
| -------------------- | ------------------ | ------ | ---- |
| IRT百老匯-第七大道線 | 范科特蘭公園-242街 | 南碼頭 | 慢車 |

### 車站
| 車站服務圖例             | 車站服務圖例              |
| ------------------------ | ------------------------- |
| 任何時候停站             | 任何時候停站              |
| 任何時候停站（深夜除外） | 任何時候停站（深夜除外）  |
| 僅深夜停站               | 僅深夜停站                |
| 僅平日停站               | 僅平日停站                |
| 僅繁忙時段的尖峰方向停站 | 只限平日尖峰方向停靠      |
| 車站已關閉               | 車站關閉                  |
| 時段資料                 |                           |
|                          |                           |
| 無障礙設施               | 車站符合ADA標準           |
| ↑                        | 車站在指定方向符合ADA標準 |
| ↓                        | 車站在指定方向符合ADA標準 |
|                          | 升降機只到夾層            |

| 紐約地鐵1號線車站列表 |                         |          |                  | |                                                                     |
| 1號線                 | 中文站名                | 英文站名 | 無障礙設施       | 轉乘 | 連接及備註                                                          |
| 布朗克斯              |                         |          |                  | |                                                                     |
| 百老匯-第七大道線     |                         |          |                  | |                                                                     |
| 任何時候停站          | 范科特蘭公園-242街      |          |                  | |                                                                     |
| 任何時候停站          | 238街                   |          |                  | | 北行月台只限出站 尖峰时刻部分南行列車以此站为起点                   |
| 任何時候停站          | 231街                   |          | 無障礙設施       | |                                                                     |
| 曼哈頓                |                         |          |                  | |                                                                     |
| 任何時候停站          | 大理石山-225街          |          |                  | | 大都會北方鐵路哈德遜線大理石山站                                    |
| 任何時候停站          | 215街                   |          |                  | | 早晨尖峰时刻部分北行列車以此站為终点站                              |
| 任何時候停站          | 207街                   |          |                  | | Bx12特选巴士线路                                                    |
| 任何時候停站          | 迪克曼街                |          | ↓                | | 車站只有南行方向符合ADA標準。                                       |
| 任何時候停站          | 191街                   |          | 升降機只到達夾層 | |                                                                     |
| 任何時候停站          | 181街                   |          | 升降機只到達夾層 | | 喬治·華盛頓大橋巴士總站                                             |
| 任何時候停站          | 168街                   |          | 升降機只到達夾層 | A C （IND第八大道線）                                                                                         |                                                                     |
| 任何時候停站          | 157街                   |          |                  | | Bx6特选巴士服务                                                     |
| 任何時候停站          | 145街                   |          |                  | |                                                                     |
| 任何時候停站          | 137街-市立學院          |          |                  | | 早晨尖峰时刻部分列車的北端總站                                      |
| 任何時候停站          | 125街                   |          |                  | |                                                                     |
| 任何時候停站          | 116街-哥倫比亞大學      |          |                  | | 换乘M60特选巴士服務往拉瓜迪亞機場                                   |
| 任何時候停站          | 教堂公園道-110街        |          |                  | |                                                                     |
| 任何時候停站          | 103街                   |          |                  | |                                                                     |
| 任何時候停站          | 96街                    |          | 無障礙設施       | 2 3 |                                                                     |
| 任何時候停站          | 86街                    |          |                  | 2 | M86特选巴士服務                                                     |
| 任何時候停站          | 79街                    |          |                  | 2 | M79特选巴士服務                                                     |
| 任何時候停站          | 72街                    |          | 無障礙設施       | 2 3 |                                                                     |
| 任何時候停站          | 66街-林肯中心           |          | 無障礙設施       | 2 |                                                                     |
| 任何時候停站          | 59街-哥倫布圓環         |          | 無障礙設施       | 2 A B C D （IND第八大道線）                                                                                   |                                                                     |
| 任何時候停站          | 50街                    |          |                  | 2 |                                                                     |
| 任何時候停站          | 時報廣場-42街           |          | 無障礙設施       | 2 3 7 <7> （IRT法拉盛線） A C E （IND第八大道線42街-港務局客運總站） N Q R W （BMT百老匯線） S （42街接駁線） | 紐新航港局客運總站                                                  |
| 任何時候停站          | 34街-賓州車站           |          | 無障礙設施       | 2 3 | M34/M34A特选巴士服務 美鐵、長島鐵路及新泽西通勤铁路：賓夕法尼亞車站 |
| 任何時候停站          | 28街                    |          |                  | 2 |                                                                     |
| 任何時候停站          | 23街                    |          |                  | 2 | M23特选巴士服務                                                     |
| 任何時候停站          | 18街                    |          |                  | 2 |                                                                     |
| 任何時候停站          | 14街                    |          |                  | 2 3 F <F> M （IND第六大道線14街车站） L （BMT卡納西線第六大道车站）                                           | PATH14街车站 M14A/D特选巴士服務                                     |
| 任何時候停站          | 克里斯多福街-謝里登廣場 |          |                  | 2 | PATH克里斯多福街车站                                                |
| 任何時候停站          | 休斯頓街                |          |                  | 2 |                                                                     |
| 任何時候停站          | 堅尼街                  |          |                  | 2 |                                                                     |
| 任何時候停站          | 富蘭克林街              |          |                  | 2 |                                                                     |
| 任何時候停站          | 錢伯斯街                |          | 無障礙設施       | 2 3 |                                                                     |
| 曼哈頓支線            |                         |          |                  | |                                                                     |
| 任何時候停站          | 世貿科特蘭              |          | 無障礙設施       | | PATH世界贸易中心车站                                                |
| 任何時候停站          | 雷克托街                |          |                  | |                                                                     |
| 任何時候停站          | 南碼頭                  |          | 無障礙設施       | N R W （BMT百老匯線）                                                                                         | M15特选巴士服務 史泰登島渡輪白廳碼頭                                |

## 外部連結
- MTA NYC交通 – 1號百老匯-第七大道慢車 （页面存档备份，存于）
- . 大都會運輸署.   [2023年8月26日].